# Sachsendorf (Gemeinde Burgschleinitz-Kühnring)
Sachsendorf ist eine Ortschaft und eine Katastralgemeinde der Gemeinde Burgschleinitz-Kühnring im Bezirk Horn in Niederösterreich. Die Ortschaft hat 40 Einwohner (Stand 1. Jänner 2024). Bis Ende 1966 war Sachsendorf eine eigenständige Gemeinde.

## Geschichte
Laut Adressbuch von Österreich waren im Jahr 1938 in der Ortsgemeinde Sachsendorf ein Gastwirt, ein Gemischtwarenhändler, eine Milchgenossenschaft und ein Wasenmeister ansässig.
Mit 1. Jänner 1967 wurden im Zuge der Niederösterreichischen Kommunalstrukturverbesserung die bis dahin selbständigen Gemeinden Burgschleinitz, Amelsdorf, Buttendorf, Kühnring, Matzelsdorf, Sachsendorf, Sonndorf und Zogelsdorf zu Burgschleinitz-Kühnring fusioniert.

## Siedlungsentwicklung
Zum Jahreswechsel 1979/1980 befanden sich in der Katastralgemeinde Sachsendorf insgesamt 37 Bauflächen mit 12.255 m² und 31 Gärten auf 19.759 m², 1989/1990 gab es 35 Bauflächen. 1999/2000 war die Zahl der Bauflächen auf 99 angewachsen und 2009/2010 bestanden 61 Gebäude auf 114 Bauflächen.

## Sehenswürdigkeiten

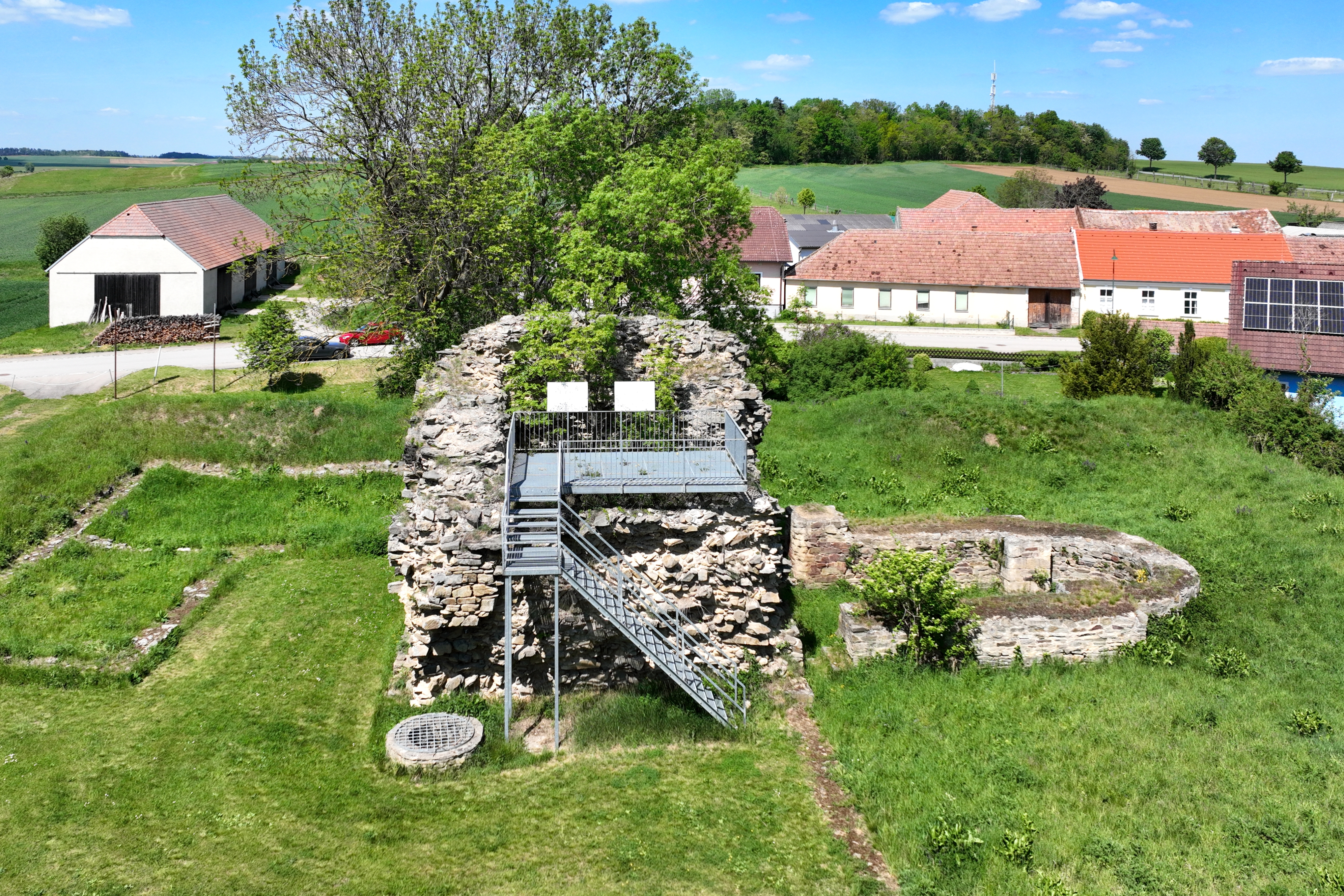
Burgruine Sachsendorf

- Burgruine Sachsendorf; sie wurde gegen Ende des 15. Jahrhunderts von ungarischen Truppen zerstört und nicht wieder aufgebaut. Heute sind nur noch wenige Mauerreste erhalten. Archäologische Funde belegen, dass die Baugeschichte bis in die Mitte des 10. Jahrhunderts zurückreicht.

## Bodennutzung
Die Katastralgemeinde ist landwirtschaftlich geprägt. 147 Hektar wurden zum Jahreswechsel 1979/1980 landwirtschaftlich genutzt und 75 Hektar waren forstwirtschaftlich geführte Waldflächen. 1999/2000 wurde auf 145 Hektar Landwirtschaft betrieben und 75 Hektar waren als forstwirtschaftlich genutzte Flächen ausgewiesen. Ende 2018 waren 143 Hektar als landwirtschaftliche Flächen genutzt und Forstwirtschaft wurde auf 74 Hektar betrieben. Die durchschnittliche Bodenklimazahl von Sachsendorf beträgt 49,9 (Stand 2010).

## Persönlichkeiten
Personen mit Beziehung zum Ort:
- Otto M. Zykan (1935–2006), österreichischer Komponist, lebte und starb in Sachsendorf